# Han Go-eun
Dans ce nom coréen, le nom de famille, Han, précède le nom personnel.
Han Go-eun est une actrice et mannequin sud-coréenne, née le 10 mars 1975.

## Filmographie
- 1999 : City of the Rising Sun : Mimi
- 1999 : Happy Together (ko) (série télévisée) : Chae-Rim
- 2003 : Bodyguard (mini-série) : Park Yu-jin
- 2005 : Spring Days (série télévisée) : Kim Min-jung
- 2005 : Lawyers (mini-série) : Yang Ha-young
- 2007 : Capital Scandal (en) (série télévisée) : Cha Song Joo
- 2008 : Woman of Matchless Beauty, Park Jung Kum (série télévisée) : Sa Gong Yura
- 2009 : City of Damnation : Cha Se-rin
- 2010 : A Man Called God (série télévisée) : Vivian Castle
- 2011 : Daughters of Club Bilitis (téléfilm) : Kang, Han-Na
- 2011 : Me Too, Flower! (série télévisée) : Park Hwa Young
- 2013 : Goddess of Fire (série télévisée) : Lady Kim In Bin
- 2013 : Give Love Away (série télévisée) : Jung Yoo-ra
- 2015 : Black Hand : Yoo-gyong